# Hermias (Märtyrer)
Hermias († 170? in Komana) war ein christlicher Märtyrer und Heiliger.
Hermias erlitt das Martyrium entweder unter Antoninus Pius oder Mark Aurel. Er soll zuvor Soldat und bereits sehr betagt gewesen sein, als er vor den Prokonsul von Komana, Sebastianus geführt worden sei. Hermias sei dann verschiedenen Foltern unterworfen worden, ohne von seinem Glauben abzufallen. Schließlich sei er enthauptet worden.
Gedenktag des Heiligen ist der 31. Mai.